# سایارگولوو
سایارگولوو (انگلیسی: Suyargulovo) یک شهرک در شهرستان اوچالینسکی استان باشقیرستان کشور روسیه است.